# Johann Gottfried Quistorp
Johann Gottfried Quistorp (Rostock, 16 aprile 1755 – Greifswald, 1º marzo 1835) è stato un architetto e pittore tedesco.

## Biografia
Era il quinto di nove figli del professore di teologia e pastore Johann Jakob Quistorp (1717-1766) e di sua moglie Catharina Theresia, nata Dallin. Dopo la morte prematura del padre, ha completato i suoi studi con lo zio a Greifswald. Studiò inoltre a Berlino, Lipsia e Dresda tra il 1781 e il 1782.
Nel 1788 divenne capomastro universitario e insegnante di disegno accademico a Greifswald. Diresse il salotto dell'Università di Greifswald, che costituì il punto di partenza per il successivo Istituto Caspar David Friedrich. Tra i suoi studenti vi furono tra l'altro Caspar David Friedrich, Wilhelm Titel, Anton Heinrich Gladrow e Gottlieb Giese (pittore e capomastro a Greifswald). Era amico di Friedrich e lo accompagnava nei suoi sketch tour nella Pomerania occidentale.
In questo periodo furono costruite le "case Quistorp", alcune delle quali si conservano ancora oggi, tra cui l'edificio Quistorp a lui intitolato del Museo statale di Pomerania di Greifswald, che oggi ospita la pinacoteca del museo.
Nel 1796 sposò Sarah Linde, che morì meno di un anno dopo. Nel 1812 divenne anche un aggiunto per la materia di costruzione e arte della misurazione sul campo della facoltà filosofica di matematica applicata. Nel 1817 ricevette il dottorato in filosofia. Da lui prende il nome il Quistorpweg a Groß Schönwalde (oggi parte di Greifswald).
Quistorp non ebbe figli.